# 冷刚
冷刚（1956年1月—），男，汉族，四川简阳人，中华人民共和国政治人物，中国共产党党员。四川省委党校法律专业毕业。曾任德阳市人民政府市长，四川省水利厅厅长，第十一届全国人民代表大会四川地区代表。

## 生平
2008年当选为第十一届全国人大代表。